# Papendorf (Vorpommern)

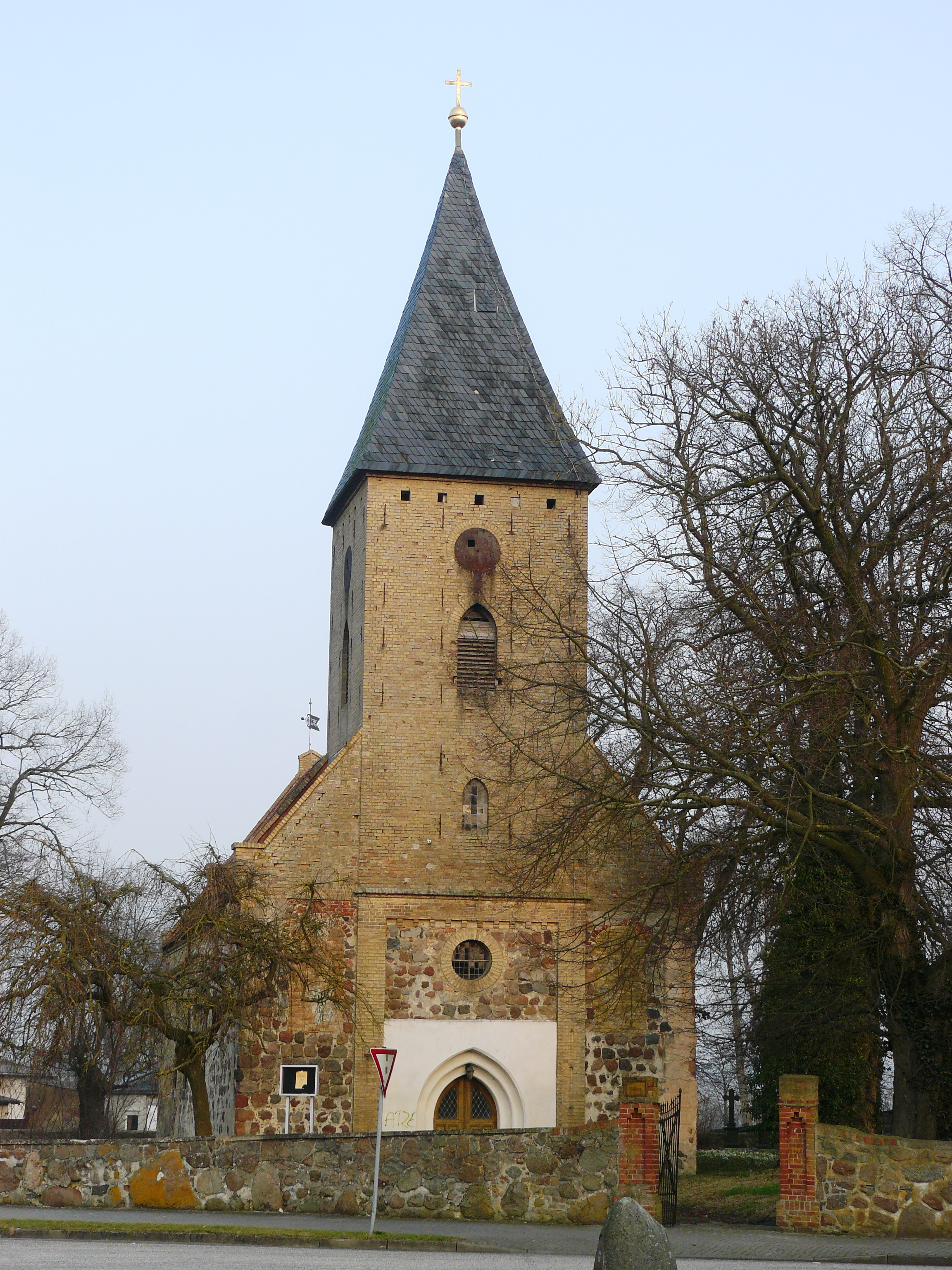
Kirche Papendorf - panoramio (1)

Papendorf ist eine Gemeinde im Landkreis Vorpommern-Greifswald im Osten Mecklenburg-Vorpommerns. Die Gemeinde wird vom Amt Uecker-Randow-Tal mit Sitz in der nahen Stadt Pasewalk verwaltet.

## Geografie
Papendorf liegt am Westufer der Uecker, vier Kilometer südwestlich von Pasewalk.
Umgeben wird Papendorf von den Nachbargemeinden Schönwalde im Nordwesten, Pasewalk im Nordosten, Rollwitz im Südosten sowie Brietzig im Südwesten.

## Geschichte
1302 wird der Ort mit Theodericus dictus Papendorp in einer pommerschen Urkunde erstmals erwähnt.
1950 wurde Papendorf zusammen mit anderen Gemeinden aus dem brandenburgischen, bis 1945 preußischen Landkreis Prenzlau herausgelöst und dem Kreis Pasewalk in Mecklenburg-Vorpommern zugeordnet. Ab 25. Juli 1952 gehörte Papendorf dann zum neu gebildeten Bezirk Neubrandenburg.
Nach Kriegsende 1945 wurde die Papendorfer Bevölkerung durch die Rote Armee aus dem Dorf vertrieben. Die Gebäude wurden von der Besatzungsmacht, die in der Nähe den Militärflugplatz Pasewalk übernommen hatte, bis zum Herbst 1945 als Wohngebäude genutzt. Zahlreiche Bewohner wurden in die UdSSR verschleppt oder eingekerkert. Der Großbauer und Kreisbauernführer der NSDAP Paul Bandelow saß bis 1952 im Gefängnis. Er wurde wie alle Großbauern enteignet und floh nach der Haftentlassung in den Westen nach Blomberg. Der Großbauer Carl Bandelow verschwand nach der Verhaftung spurlos. Die meisten Einwohner konnten später wieder nach Papendorf zurückkehren.

## Politik

### Gemeindevertretung
Die Papendorfer Gemeindevertretung hat 6 Mitglieder und setzt sich seit 2019 wie folgt zusammen:
- WG Papendorf: 5 Sitze
- Einzelbewerber: 1 Sitz

### Wappen, Flagge, Dienstsiegel
Die Gemeinde verfügt über kein amtlich genehmigtes Hoheitszeichen, weder Wappen noch Flagge. Als Dienstsiegel wird das kleine Landessiegel mit dem Wappenbild des Landesteils Vorpommern geführt. Es zeigt einen aufgerichteten Greifen mit aufgeworfenem Schweif und der Umschrift „GEMEINDE PAPENDORF * LANDKREIS VORPOMMERN-GREIFSWALD“.

## Verkehrsanbindung
Nahe Papendorf liegen die Autobahn-Auffahrt „Pasewalk-Nord“ (A 20), die Kreuzung der Bundesstraßen 104 (Neubrandenburg – Stettin) und 109 (Greifswald – Berlin) sowie der Pasewalker Flugplatz (für kleinere Maschinen). Im nahen Pasewalk bestehen Bahnanschlüsse in alle Richtungen.

## Sehenswürdigkeiten

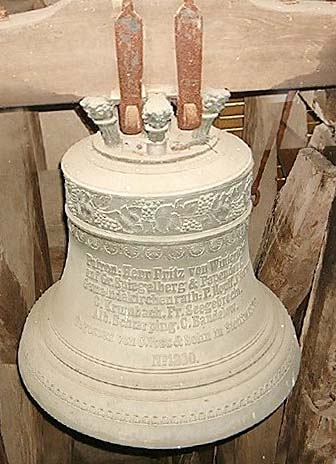
Die Glocke der Papendorfer Kirche darf zurzeit wegen Baumängeln nicht geläutet werden. Auf der Glocke sind die Namen der Spender verewigt.

- Über 700 Jahre alte Feldsteinkirche mit einem Kanzelaltar von 1715; wegen Statikproblemen und Durchfeuchtungsschäden darf die Glocke derzeit nicht geläutet werden.

→ Siehe auch Liste der Baudenkmale in Papendorf (Vorpommern)